# Kruščica (Arilje)
Pour les articles homonymes, voir Kruščica et Krušćica.
Kruščica (en serbe cyrillique : Крушчица) est un village de Serbie situé dans la municipalité d'Arilje, district de Zlatibor. Au recensement de 2011, il comptait 358 habitants.

## Démographie

### Évolution historique de la population
| 1948  | 1953  | 1961  | 1971 | 1981 | 1991 | 2002 | 2011 |
| ----- | ----- | ----- | ---- | ---- | ---- | ---- | ---- |
| 1 168 | 1 236 | 1 208 | 986  | 839  | 608  | 474  | 358  |

|  |